# Cotahuasi
A cidade peruana de Cotahuasi é a capital da Província de La Unión, situada no Departamento de Arequipa, pertencente a Região de Arequipa, Peru.